# Tiquinho
Tiquinho, właśc. Onofre Aluísio Batista (ur. 13 października 1954 w Rio de Janeiro, zm. 15 czerwca 2009 w Maracanaú) – brazylijski piłkarz, występujący na pozycji napastnika.

## Kariera klubowa
Zawodową karierę piłkarską Tiquinho rozpoczął w klubie Botafogo FR w 1975 roku. W Botafogo 29 listopada 1975 w wygranym 2-1 meczu z Guarani FC Tiquinho zadebiutował w lidze brazylijskiej. Był to udany debiut, gdyż Tiquinho zdobył jedną z bramek. Jeszcze bardziej udany był jego drugi mecz w lidze z Nacionalem Manaus, w którym zdobył dwie bramki. Mimo udanego początku w Botafogo Tiquinho szybko trafił do prowincjonalnego Treze Campina Grande. W 1977 powrócił do Botafogo, lecz po rozegraniu czterech meczów został sprzedany do Ceary Fortaleza. Z Cearą zdobył mistrzostwo stanu Ceará – Campeonato Cearense w 1978. W 1980 powrócił do Botafogo, po czym krótko występował w Remo Belém, Fortalezie i Cearze. W latach 1982–1984 był zawodnikiem Rio Negro Manaus. Z Rio Negro zdobył mistrzostwo stanu Amazonas – Campeonato Amazonense w 1982 roku.
Karierę zakończył w Nacionalu Manaus w 1985. W barwach Nacionalu Tiquinho wystąpił ostatni raz w lidze brazylijskiej 21 kwietnia 1985 w wygranym 2-1 meczu z Botafogo João Pessoa. Było to udane pożegananie, gdyż Tiquinho zdobył jedną z bramek. Ogółem w latach 1975–1985 w I lidze wystąpił w 96 meczach, w których strzelił 16 bramek.

## Kariera reprezentacyjna
Bianchi występował w olimpijskiej reprezentacji Brazylii. W 1975 roku zdobył z nią złoty medal Igrzysk Panamerykańskich. Na turnieju w Meksyku wystąpił w dwóch meczach z Kostaryką (bramka) i Nikaraguą.